# The Village (Kurzfilm)
The Village (englisch für ‚Das Dorf‘) ist ein britischer Zeichentrick-Kurzfilm von Mark Baker aus dem Jahr 1993.

## Handlung
In einem Dorf bilden alle Häuser einen nahezu vollständig geschlossenen Kreis, in den auch die Kirche eingefasst ist. Jeder Bewohner lebt in einem der Miethäuser mit einem Fenster je zum Innenhof und zur Gegend außerhalb des Dorfes. Jeder kann Jeden bei seinem Tun außerhalb der Wohnung beobachten. Der Pfarrer hat ein Alkoholproblem und trinkt heimlich in der Kirche oder hinter Grabsteinen auf dem außerhalb des Dorfes gelegenen Friedhof. Eine Hausfrau gibt vor, den Innenhof zu kehren, stiehlt jedoch heimlich Äpfel vom Apfelbaum am Eingang zur Kirche. Und eine junge Frau gibt vor, ihrem garstigen Mann Gemüse zu pflücken, dabei hat sie ein Verhältnis zu einem bebrillten Mann, der außerhalb des Dorfes Bäume pflanzt. Alles wird vor allem von einer älteren Frau beobachtet.
Ein Mann des Dorfes besitzt viel Geld und der Goldglanz des Geldes leuchtet durch das Fenster. Der garstige Mann sieht den Schein und ermordet den Mann. Er wirft ihn aus dem Fenster, als der Baumpflanzer und die junge Frau gerade im Wald unweit des Dorfes ins Liebesspiel vertieft sind. Der bebrillte Baumpflanzer sieht die Leiter, die zum Fenster des Getöteten führt, und steigt sie hinauf. Die ältere Frau sieht ihn dabei, erkennt die Leiche unterhalb des Fensters und ruft das Dorf zusammen. Der Baumpflanzer wird verhaftet. Der garstige Mann jedoch sammelt das Geld zusammen und die Anarchie im Dorf beginnt. Der Pfarrer trinkt nun öffentlich Alkohol, der Hausfrau werden offen Äpfel gegeben und man errichtet im Hof einen Galgen aus den frischgepflanzten Bäumen des Baumpflanzers. Die Frau jedoch gibt dem Baumpflanzer einen Spaten ins Gefängnis und der gräbt einen Tunnel und flieht auf das Dach des Dorfes. Das Dorf sucht ihn, kann ihn jedoch nicht finden.
Nachts betrachtet der garstige Mann seine geraubten Schätze und hört die Geräusche des Mannes auf dem Dach. Er klettert aufs Dach und bedroht den Baumpflanzer, wird jedoch von seiner Ehefrau zurückgehalten. Als der garstige Mann die Frau fortstößt, schlägt der Baumpflanzer ihn, der garstige Mann fällt das Dach herunter und stirbt. Er hatte dem Baumpflanzer die Brille abgerissen. Die Ameisen wiederum tragen über Nacht die Leiche des garstigen Mannes ab, sodass nur noch das Gerippe übrig bleibt. Anhand der Brille glauben die Dorfbewohner am nächsten Morgen, es mit dem Baumpflanzer zu tun zu haben. Sie tragen den Galgen ab und gehen nun wieder ihrem Tagwerk nach. Aus der Ferne betrachten die Frau und der Baumpflanzer das Dorf.

## Produktion

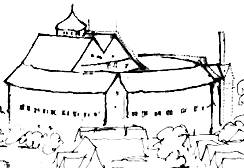
Das Globe Theatre, Vorlage für die Konzipierung des Dorfes im Film

The Village war der erste Film, den Baker für Pizazz Pictures schuf. Er war als Reaktion auf Bakers The Hill Farm konzipiert und sollte die dunklere Seite des ländlichen Lebens darstellen. Als Inspiration für die Form des Dorfes diente Baker dabei ein Stich des Globe Theatre. Hatte Baker The Hill Farm in drei Jahren allein animiert, standen ihm für The Village nur drei Monate Produktionszeit zur Verfügung. Sein Team aus Zeichnern bestand daher aus 14 Personen.

## Auszeichnungen
Auf dem Festival d’Animation Annecy erhielt The Village 1993 den Spezialpreis der Jury. Auf dem Krakowski Festiwal Filmowy wurde der Film mit dem Silbernen Drachen in der Kategorie „Bester animierter Film“ ausgezeichnet.
The Village war 1994 für einen Oscar in der Kategorie „Bester animierter Kurzfilm“ nominiert, konnte sich jedoch nicht gegen Wallace & Gromit – Die Techno-Hose durchsetzen. Zudem erhielt der Film 1994 eine BAFTA-Nominierung als Bester animierter Kurzfilm.